# اریک سولهیم
اریک سولهیم (به نروژی: Erik Solheim) (زاده ۱۸ ژانویهٔ ۱۹۵۵) در اسلو، سیاستمدار و دیپلمات نروژی و در حال حاضر، مدیر اجرایی برنامه محیط زیست ملل متحد است.